# Griffon à Poil Laineux
Der Griffon à Poil Laineux (Wollhaariger Vorstehhund) auch Griffon d’arrêt à Poil Laineux oder nach seinem bekanntesten Züchter Emanuel Boulet Boulet Griffon bzw. auf Französisch Griffon Boulet genannt, war eine von der FCI anerkannte französische Hunderasse (ehemals FCI-Gruppe 7, Sektion 1.3, Standard Nr. 174). Die Rasse wird heute noch von der SCC anerkannt.

## Herkunft und Geschichtliches
Die Rasse gilt als ausgestorben. Die FCI teilte mit, dass der letzte Eintrag in ein Zuchtbuch auf das Jahr 1984 datiert sei: Möglicherweise existiert noch da und dort ein Hund dieser Rasse in Frankreich, aber von einer regelmäßigen Zucht kann sicher nicht gesprochen werden. Auch der SCC sind keine Züchter dieser Rasse mehr bekannt.
Eine erste ausführliche Beschreibung dieser Rasse stammt aus dem Jahre 1884 aus dem „Schweizerischen Hundestammbuch“, Band 1. Der Verfasser, Neukomm, erwähnte, dass „laineux“ (wollhaarig) nicht korrekt wäre, das Haar sei ausgesprochen lang und eher seidig. Zu dieser Zeit war der Laineux sehr beliebt und errang auf zahlreichen Ausstellungen die höchsten Auszeichnungen. Korthals benutzte diese Hunde mit zum Aufbau seiner Griffonzucht, die unter dem Namen Griffon Korthals bekannt war.

## Beschreibung
Die Größe sei 55 bis 60 cm, das Haar sei weich, fast seidig, glanzlos, glatt bis leicht gewellt. Erwünschte Farben seien kastanienbraun oder dürrlaub.
Im Feld suchten die Hunde eher mit „hoher Nase“ und konnten es mit einem Setter oder Pointer aufnehmen.